# Luis Arce
Luis Alberto Arce Catacora (La Paz, 28 de septiembre de 1963) es un economista, catedrático universitario y político boliviano, actualmente presidente del Estado Plurinacional de Bolivia, desde el 8 de noviembre de 2020. Fue ministro de Economía y Finanzas Públicas de Bolivia entre 2006 y 2017, y posteriormente en 2019. Fue reconocido como el artífice del crecimiento económico de Bolivia durante el gobierno de Evo Morales.
Nacido en La Paz, Arce se graduó como economista en la Universidad de Warwick. Su carrera de toda la vida en banca y contabilidad en el Banco Central de Bolivia impulsó al presidente Evo Morales a nombrarlo ministro de finanzas en 2006. Fue ministro por más de diez años durante las tres gestiones de Morales; Arce fue aclamado como el arquitecto detrás de la transformación económica de Bolivia, supervisando la nacionalización de la industria de hidrocarburos del país, la rápida expansión del PIB y la reducción de la pobreza. Su mandato solo llegó a su fin por un diagnóstico de cáncer de riñón, que lo obligó a dejar el cargo para buscar tratamiento en el extranjero. Tras su recuperación, Arce fue reelegido en su cargo en enero de 2019, pero renunció al cargo dentro del año en medio del malestar social que enfrentó el país en octubre y noviembre, que culminó con la renuncia de Morales como presidente poco después en medio de acusaciones de fraude electoral. Durante el gobierno interino de Jeanine Áñez, Arce solicito asilo en México y Argentina, donde Morales, al que se le prohibió volver a postularse, lo nominó como candidato presidencial del Movimiento al Socialismo en las nuevas elecciones programadas para 2020. Arce se caracterizó como una fuerza moderadora, un defensor de los ideales socialistas de su partido (pero no subordinado a su líder, Morales) y ganó con el cincuenta y cinco por ciento del voto popular, derrotando al expresidente Carlos Mesa.
Inaugurada su presidencia en noviembre de 2020, la presidencia de Arce volvió a alinear a Bolivia a nivel nacional e internacional con sus posiciones bajo el liderazgo del Morales y lejos del giro hacia la derecha del gobierno de Jeanine Áñez. A nivel nacional, el primer año de Arce en el cargo vio éxito en la lucha contra la pandemia de COVID-19 y la estabilización de la economía durante el brote de la pandemia. Su gobierno encabezó un llamado internacional para que la industria farmacéutica renunciara a sus patentes sobre vacunas y medicamentos para brindar un mayor acceso a ellos a los países de bajos ingresos. Los éxitos iniciales del gobierno de Arce finalmente se vieron eclipsados por una crisis socioeconómica en Bolivia a partir de 2023 debido a la escasez de reservas de divisas, la disminución de las exportaciones de gas natural y la alta inflación, agravada por las tensiones políticas derivadas de una lucha de poder entre Arce y el expresidente Morales por la influencia del partido y la candidatura en las elecciones de 2025.
En junio de 2024, se produjo un intento de golpe de Estado contra su gobierno en la Plaza Murillo, donde Morales lo acusó de autogolpe debido a la disminución del apoyo popular. Arce había sido nominado como candidato del MAS a la reelección de la presidencia, pero debido al descontento social mostradas en las encuestas de intención de votos, lo llevaron a declinar en mayo, y Eduardo del Castillo asumió la candidatura del MAS.

## Biografía
Luis Alberto Arce Catacora nació el 28 de septiembre de 1963 en la ciudad boliviana de La Paz, hijo de los profesores Carlos Arce Gonzales y Olga Catacora. Se crio en una familia de clase media. Comenzó sus estudios escolares en 1968 y salió bachiller el año 1980 en su ciudad natal. Continuó con sus estudios superiores; ingresó a estudiar en el Instituto de Educación Bancaria (IDEB), de la ciudad de La Paz, y se graduó inicialmente como contador general en 1984.
En 1986, ingresó a la Facultad de Ciencias Económicas y Financieras de la Universidad Mayor de San Andrés (UMSA) y se tituló como economista de profesión en 1991. Entre los años 1996 y 1997, obtuvo una maestría en Ciencias Económicas (MSc in Economics) de la Universidad de Warwick en la ciudad británica de Coventry. Recibió el doctorado honoris causa en la Universidad de los Andes, Universidad Privada Franz Tamayo y la Universidad Estatal de San Petersburgo.

### Vida laboral
Luis Arce Catacora se ha desempeñado mayormente como funcionario público del estado boliviano. Su vida laboral empezó en 1987, cuando ingresó a trabajar al Banco Central de Bolivia (BCB), en donde llegaría a realizar gran parte de su carrera profesional.
De 1992 a 2005, Arce trabajó en la Gerencia de Operaciones Internacionales del Banco Central de Bolivia como subgerente de Reservas. Entre 1994 y 1995, fue ascendido al cargo de jefe del Departamento de Información y Publicaciones, de la Subgerencia de Investigación y Análisis, dependiente de la Gerencia de Estudios Económicos del Banco Central Bolivia.
Ha trabajado en el ámbito académico-universitario como catedrático de pregrado y posgrado en diferentes universidades públicas y privadas de Bolivia, entre ellas la Universidad Mayor de San Andrés (UMSA) en el posgrado en Ciencias del Desarrollo (Cides- UMSA), en la Universidad Católica Boliviana San Pablo (UCB), en la Universidad Privada de Bolivia (UPB), en la Universidad Privada del Valle (UNIVALLE), en Universidad Privada Franz Tamayo (UNIFRANZ), en la Universidad Loyola entre otras. También ha dado numerosas conferencias en diferentes universidades de Europa, América del Norte y América Latina, incluidas la Universidad de Columbia en Nueva York, en la Universidad de Georgetown, en la Universidad Americana, en la Universidad de Pittsburgh, la Universidad de Harvard, en la Universidad de Chicago, en la Universidad de Texas A&M y en la Universidad de Buenos Aires.

### Ministro de Economía
Primer periodo (2006-2017)

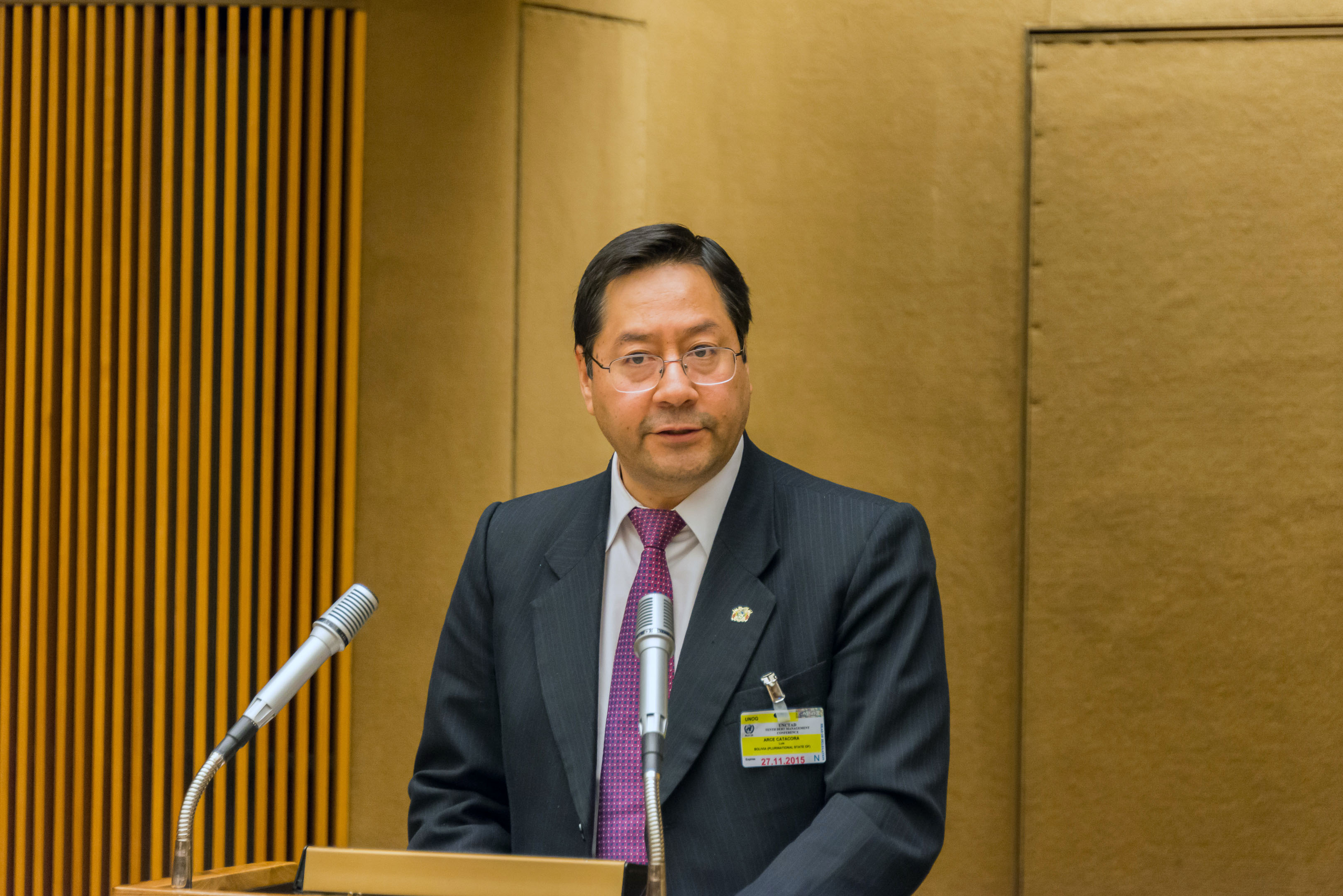
Arce en 2015

El 23 de enero de 2006, el entonces presidente de Bolivia, Evo Morales, le posesionó como el nuevo ministro del entonces denominado Ministerio de Hacienda. Tres años después, en 2009, asumió el mando del nuevo Ministerio de Economía y Finanzas Públicas. Algunos medios internacionales, como el The Wall Street Journal, consideran a Arce como el artífice del resurgimiento económico de Bolivia. En 2011, la revista económica América Economía le situó en el décimo lugar de entre los mejores ministros de economía de la región, en 2012 ascendió al puesto ocho y el 2013 se mantuvo en la misma posición.
Entre las principales medidas tomadas por Luis Arce que permitieron el desarrollo económico de Bolivia, se encontraron el incentivo al mercado interno, la estabilidad del tipo de cambio y las políticas de industrialización de recursos naturales, todo englobado en un modelo de desarrollo social comunitario productivo. Bolivia pudo reducir su nivel de población en situación de pobreza de un 38,2 % a 15,2 % según informes del Programa de las Naciones Unidas para el Desarrollo (PNUD) y de la CEPAL. En 2018, Bolivia registró un 1,51 % de inflación, la más baja desde la gestión 2009. Diversos analistas y políticos opositores, criticaron el modelo económico que prescindía durante el gobierno de Evo Morales, como la falta de equipamiento al sector salud ante la pandemia de COVID-19 en Bolivia.
El 26 de junio de 2017, Arce se vio obligado a renunciar al Ministerio debido a su estado de salud. Dejando al mando a su viceministro de pensiones y servicios financieros, Mario Guillén Suárez.
Segundo periodo (2019)
Retornó a Bolivia después de haberse recuperado y retomó el mando del ministerio el 23 de enero de 2019. A fines de 2019, Bolivia se vio envuelta en una serie de manifestaciones, marchas y protestas cada vez más feroces derivadas de las denuncias de fraude electoral en las elecciones presidenciales de ese año. Durante este período de inestabilidad política, Arce se vio obligado a anunciar la suspensión por parte del gobierno de varios beneficios sociales en algunas regiones, incluidas las pensiones de jubilación y los vales escolares, debido a las huelgas y bloqueos en curso y la incautación de las oficinas nacionales de impuestos y aduanas. Estimó que el daño económico de la crisis después de catorce días de huelgas le estaba costando al gobierno 12 millones de dólares por día, totalizando 167 millones de dólares al 6 de noviembre. Cuatro días después, el 10 de noviembre, Arce entregó su renuncia irrevocable al presidente, justificando que el "trabajo irresponsable del Órgano Electoral Plurinacional" hizo necesario que renunciara para "pacificar el país".
Poco después de renunciar, Arce se refugió en la embajada de México en La Paz, donde el gobierno mexicano le otorgó asilo. Dado su historial médico, el gobierno interino de Jeanine Áñez le otorgó a él y a su esposa un salvoconducto para salir del país. Sin embargo, Arce denunció que había recibido acoso por parte de la policía mientras intentaba abordar su vuelo en el Aeropuerto Internacional de El Alto. El 6 de diciembre, después de una breve escala en Lima, Arce llegó a México, donde se unió a otras autoridades exiliadas, incluido Morales.

## Campaña presidencial de 2020
Dos semanas después de la renuncia de Morales, el gobierno de transición emitió el llamado a elecciones generales anticipadas. La legislación impedía que las personas elegidas en los últimos dos períodos constitucionales presentaran sus candidaturas, una cláusula que prohibía explícitamente que Morales regresara a la presidencia. El 19 de enero de 2020, y ya con cincuenta y siete años de edad, Luis Arce Catacora fue elegido candidato presidencial para las elecciones generales de 2020 por el Movimiento al Socialismo junto con David Choquehuanca como candidato a vicepresidente, bajo el lema «Lucho y David, un solo corazón». Arce participó por primera vez en elecciones nacionales, ya que gran parte de su vida profesional y laboral se ha desempeñado como un funcionario público del estado y no tanto como un político de carrera. Posteriormente, celebradas las elecciones el día 18 de octubre y declarado ganador en primera vuelta con 55,11 % de los votos por el presidente del órgano electoral, Salvador Romero. El 28 de octubre, recibió su constancia como presidente electo.
| Elecciones | Fórmula    | Fórmula    | Fórmula        | Fórmula            | Partido | Partido  | Primera vuelta | Primera vuelta   | Primera vuelta | Resultado | Legisladores | Legisladores |
| Elecciones | Presidente | Presidente | Vicepresidente | Vicepresidente     | Partido | Partido  | Votos          | %                | Lugar          | Resultado | Senadores    | Diputados    |
| ---------- | ---------- | ---------- | -------------- | ------------------ | ------- | -------- | -------------- | ---------------- | -------------- | --------- | ------------ | ------------ |
| 2020       |            | Luis Arce  |                | David Choquehuanca |         | MAS-IPSP | 3 394 052      | \| \| 55,11 % \| | 1.º            | Sí electo | 21/36        | 75/130       |
|            | 55,11 %    |            |                |                    |         |          |                |                  |                |           |              |              |

## Presidencia de Bolivia

### Inauguración

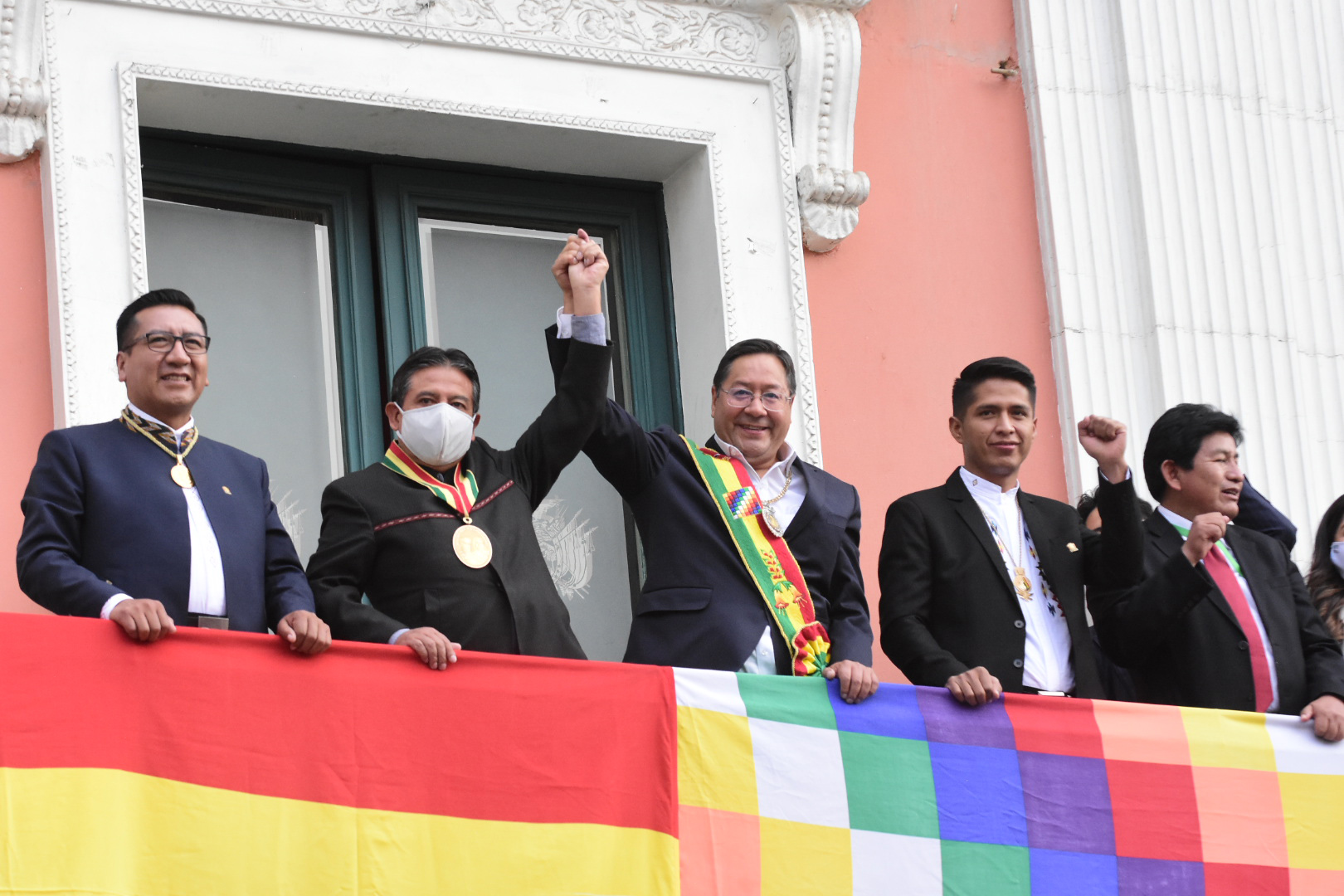
Luis Arce, junto con David Choquehuanca, Andrónico Rodríguez y Freddy Mamani en la transmisión de mando.

El 8 de noviembre de 2020, asume como presidente de Bolivia, junto con su vicepresidente David Choquehuanca, estrenando una nueva banda presidencial, que incluye el escudo de Bolivia, Wiphala, flor de patujú y kantuta.
Según las grabaciones filtradas en 2021 por el sitio web de investigación The Intercept, el ministro de Defensa Luis Fernando López del gobierno de Jeanine Añez, y oficiales bolivianos habrían intentado impedir la investidura de Arce como presidente.

### Política exterior

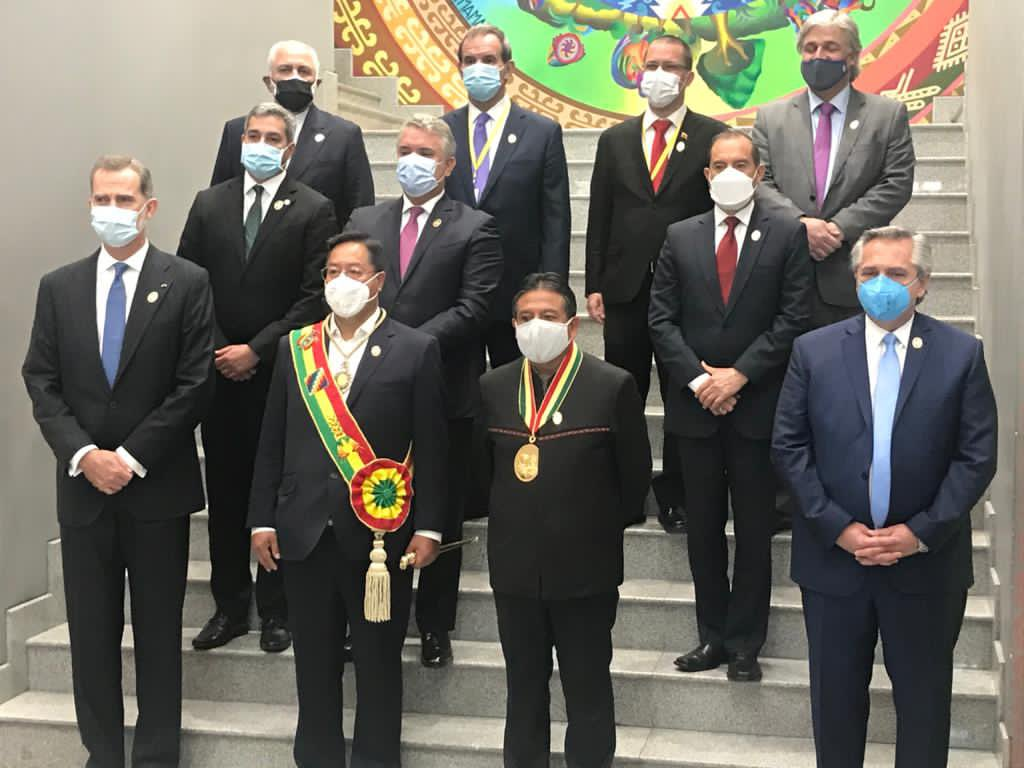
Arce y David Choquehuanca, junto a representantes de otras naciones, durante la toma de posesión en noviembre de 2020.

Restituyó las relaciones con el gobierno de Nicolás Maduro, reconociendo a su embajador Alexander Yánez, de Venezuela. Asimismo retomó relaciones con Irán y restituyó la exigencia de visado a Estados Unidos e Israel, después de haber sido suspendida bajo el gobierno de Jeanine Áñez.
Anunció que Bolivia retomaría su participación en las instituciones tales como: La Alianza Bolivariana para los Pueblos de Nuestra América (ALBA), la Comunidad de Estados Latinoamericanos y Caribeños (CELAC) y la Unión de Naciones Suramericanas (UNASUR), esto después de que el Gobierno de Jeanine Áñez hubiera cesado su participación en las mencionadas organizaciones.

#### Cuestiones económicas y sociales
Su primera medida social, fue la de introducir un «Bono del Hambre» para todos los bolivianos mayores de 18 años que no perciban ingresos. Esta medida se financia con la introducción de un impuesto a las grandes fortunas.
Devolvió al Fondo Monetario Internacional (FMI) un préstamo de 350 millones de dólares, por considerar que iba acompañado de condiciones «vulnerantes de la soberanía y los intereses económicos del país».
La producción de gas natural, principal recurso de exportación de Bolivia, disminuyó debido a la insuficiencia de inversiones y al agotamiento de los yacimientos. Al mismo tiempo, el gobierno intensifica sus esfuerzos de industrialización para reducir las importaciones y diversificar la economía, con el litio en el centro de esta estrategia. A este objetivo económico se añade la voluntad «descolonial» de que sean los bolivianos, y no las multinacionales, quienes se beneficien de la explotación de este recurso. En 2022, la tasa de inflación de Bolivia era la más baja de América, lo que contribuyó a la popularidad de Luis Arce.

#### Covid-19
El 30 de diciembre de 2020, el Gobierno de Luis Arce firmó un contrato con el Gobierno de Rusia, para la compra de 5,2 millones de dosis de la vacuna rusa Sputnik V desarrollada por el Instituto de Investigación Epidemiológica Gamaleya, con el objetivo de inocular a alrededor de 2,6 millones de personas (que consta de dos dosis por persona). El costo total de la adquisición fue de 49,4 millones de dólares, habiendo sido el precio de cada vacuna de 9,5 dólares por unidad. El presidente Luis Arce mencionó, que las vacunas serían totalmente gratuitas para toda la población boliviana. El 28 de enero de 2021, ingresó a Bolivia el primer lote de 20 000 vacunas de Sputnik V.

### Críticas y protestas
Goza de un amplio apoyo entre los sectores más bajos de la población, como campesinos y mineros, pero es contestada por la mayor parte de la clase media urbana, así como por casi todas las clases altas. La oposición incluye así a la mayoría de los poderes fácticos del país: la élite económica, las iglesias, las universidades, las asociaciones profesionales y los principales medios de comunicación.

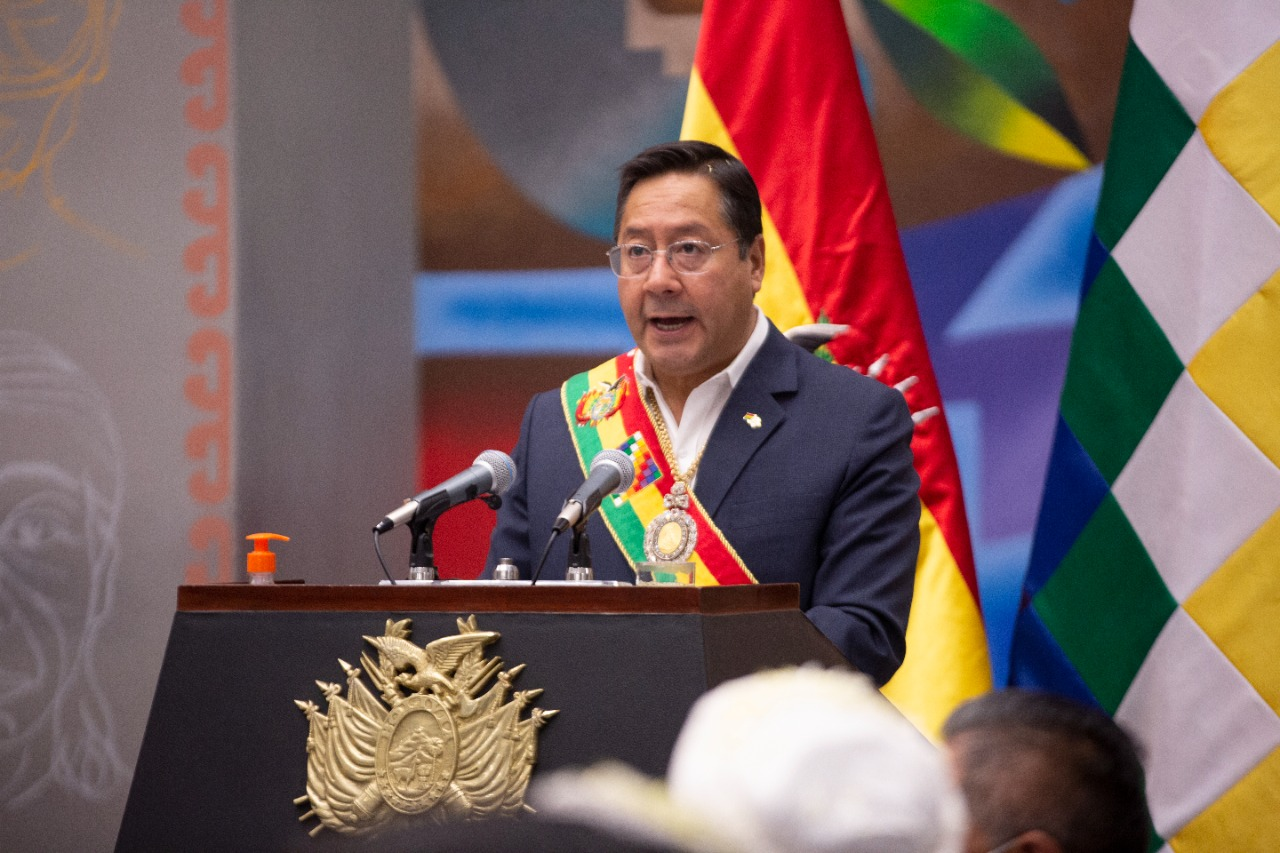
Luis Arce en 2022

Arce ha sido criticado por sus actos proselitistas a favor de candidatos de su partido (MAS) en las campañas de elecciones departamentales, regionales y municipales hechos en marzo de 2021. Por ejemplo, durante la entrega de obras en Oruro, mencionó su deseo de contar con autoridades locales con las que se pueda «coordinar trabajo». Dicha declaraciones fueron criticadas por parte de la oposición y de la iglesia, algunos comentaron que son «chantajes» y que «condiciona» las obras para la población.
Posteriormente, Rodrigo Paz, senador de Comunidad Ciudadana, pidió a la población a «no dejarse chantajear» por el presidente Arce y «ser rebeldes» el día de las elecciones. Asimismo, declaró que el mandatario tiene el deber de «coordinar con las autoridades regionales que salgan electas, sea o no del Movimiento Al Socialismo (MAS)».
El 8 de abril de 2021, asistió al cierre de campaña de la segunda vuelta electoral a la gobernación de Tarija en apoyo al candidato de su partido, donde realizó algunas intervenciones, una de estas generó polémica: «Hemos mandado vacunas para el pueblo, para los médicos, no para las familias de los ricos, no para la oligarquía tarijeña». Su comentario generó rechazo en la ciudad e indignación en el resto del país, al considerarse un acto discriminatorio a la población para recibir vacunas. El exministro Hugo Carvajal Donoso lo criticó: «esconde su incapacidad en la gestión de la vacunación en un discurso de polarización social siguiendo la senda trazada por el jefe nacional del MAS, Evo Morales».
En octubre de 2021, la oposición convocó grandes manifestaciones para oponerse al proyecto de ley de lucha contra la financiación de actividades ilegales y el blanqueo de capitales. El sector informal, que emplea a más de la mitad de la población activa, teme que la ley sea un pretexto para aumentar el control de sus actividades económicas, mientras que los medios de comunicación plantean el riesgo de que el gobierno se convierta en una dictadura. A partir del 8 de noviembre, la oposición decretó un bloqueo ilimitado de las principales vías de transporte para desestabilizar la economía. La huelga arraigó especialmente en el departamento de Santa Cruz, donde el Comité Cívico Pro-Santa Cruz, que agrupaba a las élites económicas locales, organizó un bloqueo de la capital departamental. En el departamento de Potosí, los bloqueos organizados por el Comité Cívico de Potosí, organización similar al Comité Cívico de Santa Cruz, acabaron en enfrentamientos con simpatizantes del MAS y causaron la muerte de uno de ellos. Ante el deterioro de la situación, el Gobierno abandonó su proyecto de ley.
En octubre y noviembre de 2022, el Comité Cívico Pro-Santa Cruz y el gobernador Luis Fernando Camacho volvieron a organizar huelgas y manifestaciones en el departamento para exigir al Gobierno que adelantara un año el censo de población, que debía determinar la distribución de escaños en el Parlamento. El fuerte crecimiento demográfico del departamento debería permitirle ganar varios escaños, ya que el último censo se realizó en 2012. El movimiento se extiende a otras reivindicaciones, como la autonomía regional, que ha reclamado el jefe del comité, Rómulo Castro. El departamento ya había sufrido disturbios secesionistas en 2008 que se saldaron con decenas de muertos.
El bloqueo está causando pérdidas económicas estimadas en 1000 millones de dólares y los enfrentamientos entre huelguistas y no huelguistas han dejado al menos cuatro muertos y más de 170 heridos. La ONU ha condenado la violencia «inaceptable», los actos de racismo contra las mujeres indígenas ayoreo que intentaban hacer un piquete en el este del país, un caso de violación en grupo y los ataques contra organizaciones sociales campesinas y obreras progubernamentales.

### Reforma judicial
A principios de 2022, se inauguró el año judicial y constitucional, Arce se comprometió a «transformar la justicia» en el país con el fin de corregir la deficiencia en la resolución de los casos, erradicar la corrupción y mejorar la independencia judicial. Anticipó que en marzo de ese año se produciría la «cumbre de justicia», con la participación de todos los sectores sociales y políticos para alcanzar un consenso que lleve a un trabajo «preliminar» sobre los cambios requeridos.
Por invitación del Gobierno, el relator especial de Naciones Unidas sobre la independencia de jueces y abogados, Diego García-Sayán, llegó a Bolivia. En una estadía comprendida entre el 15 y el 22 de febrero, García-Sayán realizó una serie de reuniones con diversas autoridades políticas, gubernamentales y judiciales para evaluar el estado del sistema judicial boliviano, conversar con las víctimas de Sacaba y Senkata, y con Carolina Ribera, hija de la expresidenta Áñez. Al concluir su visita, emitió su informe preliminar, en el que destaca la poca independencia judicial, la sobrepoblación de presos en las cárceles, limitaciones para acceder a la información por parte de las víctimas de delitos, y la «baja legitimidad» del proceso de elección de altos magistrados de Justicia sometidos a votación popular.
En 2022, el gobierno de Arce creó un fondo para indemnizar a las víctimas de las dictaduras que ensangrentaron el país entre 1964 y 1982.

### Bloque renovador del MAS-IPSP
El 4 de octubre de 2023, Arce y Choquehuanca fueron expulsados del Movimiento al Socialismo por la directiva presidida por Evo Morales, ante su negativa a asistir al congreso que se celebró en Cochabamba. En ese momento se empezó a percibir la existencia de dos facciones: «Evistas» y «Arcistas».Posteriormente la facción arcista se empezó a denominar «Bloque Renovador», nombrando a Grover García como presidente del partido.
Luis Arce fue expulsado del MAS-IPSP acusado de traicionar al instrumento político y a Evo Morales que lo eligió como candidato. Luis Arce, procedente de las clases medias urbanas y antiguo alto funcionario, tiene un perfil más tecnocrático y moderado que el expresidente Evo Morales, de origen campesino y antiguo militante de movimientos sociales. Cuando llegó a la presidencia, su forma de gobierno era similar que el de Morales, pero posteriormente se fue apartando; su estilo de gobierno ha sido comparado con el de Lenin Moreno, al fraccionar el partido oficialista y que llegó a distanciarse de su predecesor.

### Intento de golpe de Estado

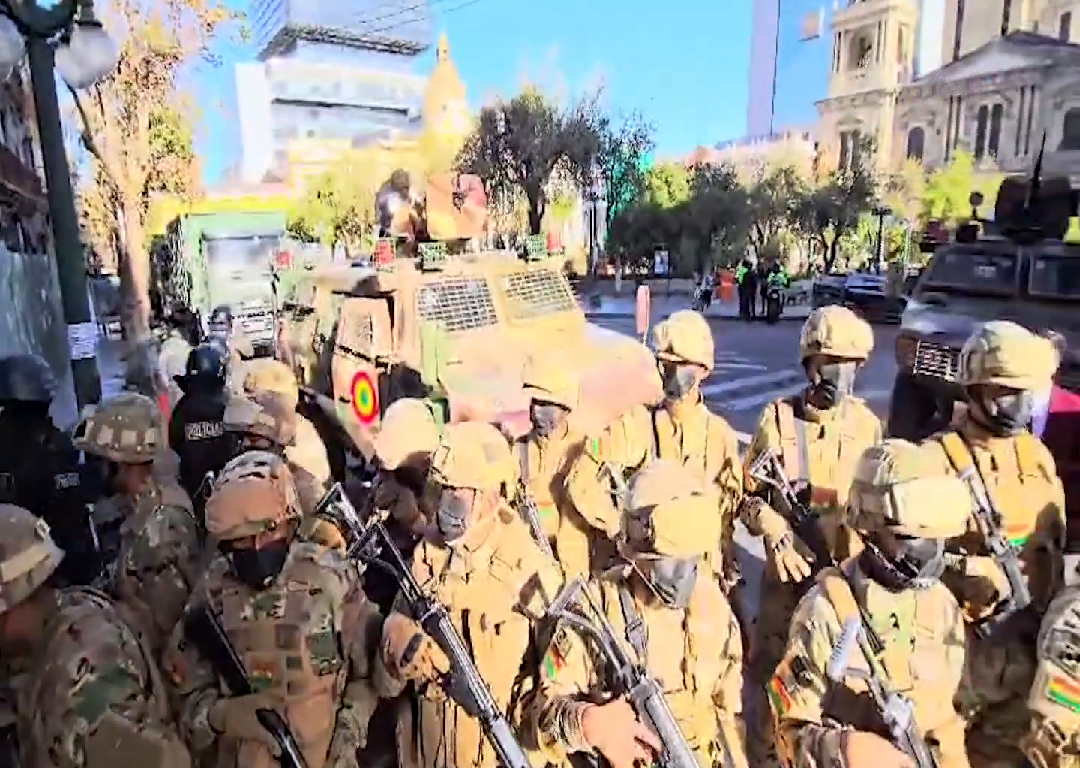
Militares en el centro de La Paz; los alrededores de la Casa del Pueblo y plaza Murillo

El 26 de junio de 2024, tropas al mando del entonces comandante del ejército, el general Juan José Zúñiga, tomaron la  plaza Murillo de la ciudad de La Paz, posteriormente irrumpiendo a la en Palacio Quemado, por lo que resultó en un enfrentamiento verbal con el presidente Arce, quien logró que depusiera su actitud, lo destituyó y ordenó detener. El intento de golpe de Estado estado duro cuatro horas, en su transcurso fueron heridas por arma de fuego 12 personas, tras el repliegue de las tropas de la plaza Murillo, la policía procedió a detener a Zúñiga, y Juan Arnez Salvador el jefe de la armada, así como una docena de militares que colaboraron en el intento de golpe de Estado.
Durante la toma de la plaza Murillo, Zúñiga habló a los medios de prensa indicando que:

«liberaría» a «todos los presos políticos», incluida la expresidenta Jeanine Añez y al gobernador opositor Luis Fernando Camacho, ambos en prisión por el golpe de Estado de noviembre de 2019 contra Morales.

 Zúñiga era conocido por su posición tajante en contra de que Evo Morales pudiera presentarse a las próximas elecciones presidenciales. Tras su detención manifestó que fue el presidente Arce quien le pidió que realizada la asonada para ganar popularidad cara a las elecciones, manifestaciones estas que, según el ministro Eduardo del Castillo, «carecen de veracidad».

## Vida personal
Estuvo casado con Jéssica Mosqueira, madre de sus hijos Luis Marcelo Arce Mosqueira, Rafael Ernesto Arce Mosqueira y Camila Daniela Arce Mosqueira. Actualmente está casado con Lourdes Durán Romero, quien en efecto es la primera dama de Bolivia.

#### Cáncer de riñón
Meses antes de renunciar al Ministerio de Economía, le habían detectado un tumor cancerígeno de riñón, lo que no le permitió continuar en el alto cargo ministerial e ingresó a un tratamiento médico. Pero la enfermedad avanzó y su estado de salud se complicó aún más en Bolivia, por lo que Arce tuvo que salir de urgencia a Brasil para tratar de recuperarse con médicos especializados. En 2019, retornó al ministerio luego de haberse recuperado.
El 13 de diciembre de 2020, mientras ejerce el cargo de presidente de Bolivia, viaja nuevamente a Brasil para una revisión médica y realiza la primera transmisión de mando al vicepresidente, David Choquehuanca, previendo su retorno el 15 de diciembre.

#### Creencias religiosas
Arce se define como ateo, pero cree en la energía de la oración y las tradiciones ancestrales.

## Publicaciones

### Libros
- La política cambiaria y la tasa de inflación en el primer trimestre de 1990 (1990).
- Concentración bancaria (1995).
- La sustitución de monedas en Bolivia, 1987-1996 (1998).
- Liberación financiera y concentración en el sistema bancario; Dolarización e incertidumbre en Bolivia (2001).
- Contribución al debate sobre la dolarización. Umbrales. Revista del Posgrado en Ciencias del Desarrollo CIDES-UMSA n.º 10 (2001).
- ¿Modificación de política cambiaria o aumento de costo transaccional? (2002).
- Revirtiendo el proceso de dolarización (2002).
- ¿Es adecuado el mecanismo del bolsín? Breve evaluación del régimen cambiario boliviano Dinámica Económica, n.º 12 (2003).
- La demanda por dinero en Bolivia, 1990-2002 (2003).
- Incertidumbre y Dolarización en Bolivia
- Crisis económica internacional, respuestas ortodoxas en América del Sur y la política económica boliviana en Evaluación de las políticas económicas convencionales y no convencionales: Caso Bolivia. Banco Central de Bolivia (2017).
- Un modelo económico justo y exitoso. La economía boliviana, 2006-2019 (2020).